# Česká literární kritika
Počátky české literární kritiky spadají do období národního obrození. Jejími hlavními představiteli byli Gelasius Dobner a Josef Dobrovský. Estetická měřítka v literární kritice pak uplatňoval např. Josef Jungmann. Za zakladatele české literární kritiky je pak považován Karel Havlíček Borovský se svou literárně kritickou statí Kapitola o kritice z roku 1846. V ní stanovil znaky kritiky dobré i špatné, upozornil na význam soustavné kritické praxe pro teorii umění a žádal odpovědnou a poučenou kritiku, která se měla stát pomocnicí literatury. Portréty spisovatelů však psali již barokní autoři (Balbín, Voigt, Pelcl). První pokus o obraz české literatury byl v roce 1782 František Faustin Procházka.
Z dalších významných autorů 19. století: Josef Jungmann (Slovenost, 1820), Josef Krasoslav Chmelenský, Josef Kajetán Tyl, Karel Sabina, Vítězslav Hálek, Jan Neruda, Eliška Krásnohorská, Hynek Babička, Leander Čech, Josef Durdík. 
Moderní česká literární kritika je spojena zejména se jménem F. X. Šaldy.
Po roce 1945 se literární kritika stává nástrojem politické propagandy, svým literárním trpaslictvím je známý hlavně představitelem marxistické kritiky Ladislav Štoll. (Štoll se do vývoje české literatury zapsal z pozicí svých funkcí na ministerstvu kultury nesmazatelně. Kupříkladu odsuzoval jako úpadkovou a zahnívající Halasovu básnickou skladbu Staré ženy slovy: „Vyprávěl mi jeden mladý soudruh o tom, jak zděšena a pobouřena byla jeho matka, když viděla, jak on, její syn, studující tehdy před válkou, čte tyto verše. Rozhořčení prosté ženy bylo správným kritickým zhodnocením této poezie.“ 
Skutečná literární kritika, reprezentovaná např. Pavlem Tigridem, se tak na mnoho let uchyluje na stránky samizdatových a exilových publikací (Svědectví, Kritický sborník, Na brigádě).

## Představitelé české literární kritiky ve 20. století
- Jiří Brabec
- Antonín Brousek
- Rudolf Černý
- Václav Černý
- Miroslav Červenka
- Miloš Dvořák
- Bedřich Fučík
- Růžena Grebeníčková
- Jan Grossman
- Květoslav Chvatík
- Milan Jungmann
- Milan Jankovič
- Jan Jakubec
- Zdeněk Kalista
- Oldřich Králík
- Zdeněk Kožmín
- Jan Lopatka
- Sergej Machonin
- Jan Mukařovský
- Arne Novák
- Mojmír Otruba
- Antonín Matěj Píša
- Milan Suchomel
- Oleg Sus
- Karel Teige
- Mojmír Trávníček
- Jaroslav Vlček
- Felix Vodička
- Josef Vohryzek
- Jindřich Chalupecký

### Představitelé marxistické literární kritiky
- Milan Blahynka
- František Buriánek
- Julius Fučík
- Kurt Konrád
- Zdeněk Nejedlý
- Hana Hrzalová
- Oldřich Rafaj
- Vítězslav Rzounek
- Ladislav Štoll
- Bedřich Václavek
- Štěpán Vlašín